# Nome du Taureau de la montagne

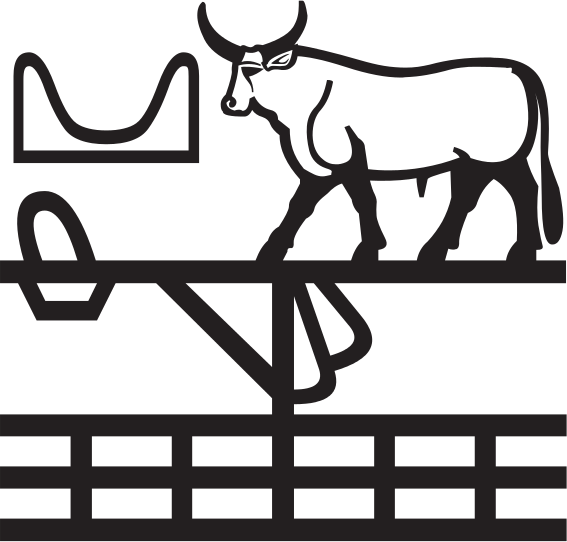
Hiéroglyphe symbole du nome du Taureau de la montagne.

Le nome du Taureau de la montagne (Khaset) est l'un des quarante-deux nomes (division administrative) de l'Égypte antique,,,. C'est l'un des vingt nomes de la Basse-Égypte et il porte le numéro six.

## Géographie
Ce nome faisait 150 kilomètres de long selon la liste des nomes de Sésostris Ier. Le nome était situé pendant une bonne partie de l'histoire égyptienne entre le nome supérieur de Neith au sud, le nome du Harpon à cordes-côté occidental à l'ouest, le nome du Veau divin à l'est, le nome du Trône au nord-est et la mer Méditerranée au nord.  Cependant, pendant la période ptolémaïque, le territoire du nome évolua, perdant des territoires au profit des nomes supérieur de Neith et du Harpon à cordes-côté occidental tout en récupérant des territoires des deux nomes supérieur et inférieur de Neith ; le nome borda alors le nome supérieur de Neith à l'ouest, le nome du Veau divin au nord-est et le nome d'Andjety au sud-est ainsi que la mer Méditerranée au nord. Aujourd'hui, la région fait partie du gouvernorat de Gharbeya.

## Histoire

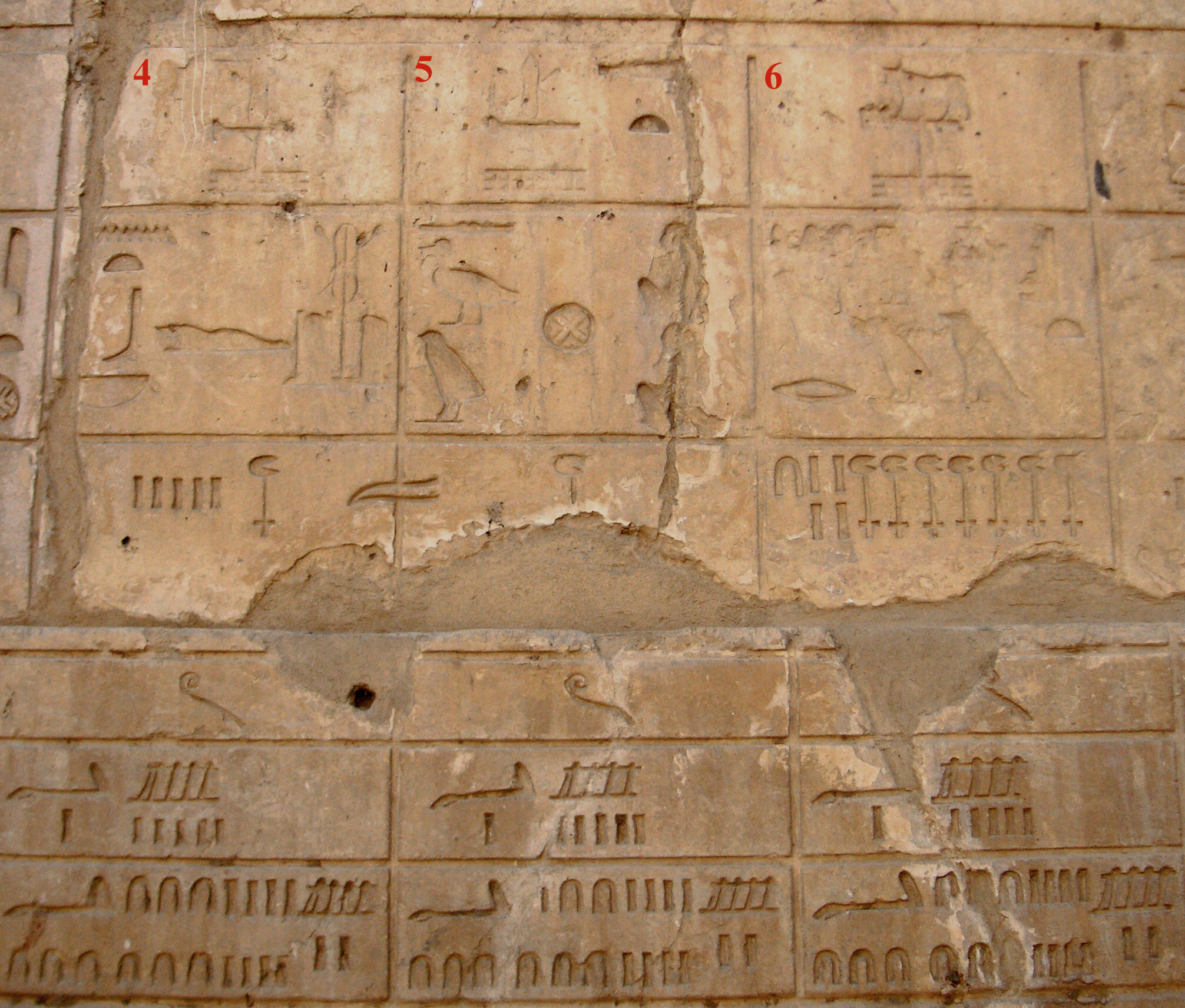
Khaset, sixième nome sur le mur de la chapelle blanche de Sésostris Ier à Karnak.

Chaque nome est dirigé par un nomarque (gouverneur provincial) qui dépend directement du pharaon,. Chaque ville possède un temple (Het net) dédié à la divinité principale et une résidence du nomarque (Heqa het).
La ville principale (niwt) est Xoïs (Khasouou ou Khasout), sur l'actuelle Sakha, et parmi les autres villes se trouve Bouto (Per-Ouadjet), sur l'actuel site de Tell el-Farain. Per-Ouadjet faisait parfois partie du nome Sap-Meh,,,.
Bouto est l'une des plus anciennes villes d'Égypte, les couches les plus anciennes datant de la culture de Maadi-Bouto. Cette ville a par la suite été connu comme l'une des deux villes saintes avec Nekhen au sud et continua d'être habitée jusqu'à l'époque romaine. Cependant, c'est Xoïs qui prit le rôle de métropole du nome, comme l'atteste la liste des nomes de Sésostris Ier. Si Manéthon fait de Xoïs la ville d'origine de la XIVe dynastie, ceci n'est pas certain : selon Julien Siesse, il y a eu confusion entre le nom de la ville, Khasout, et le terme khasout signifiant Pays étrangers, les rois de cette dynastie pourrait être des rois d'Itchtaouy, voire elle n'existerait pas vraiment. Au cours de la Troisième période intermédiaire, le nome fut sous la domination de Saïs, qui formait un véritable royaume de l'Ouest, sous la domination entre autres du « Grand chef des Mâ » Osorkon, et des « Grands chefs des Mâ » et « Grands chefs des Libou » Ker, Roudamon, Ânkhhor et Tefnakht puis du roi Bakenranef.

## Divinités locales

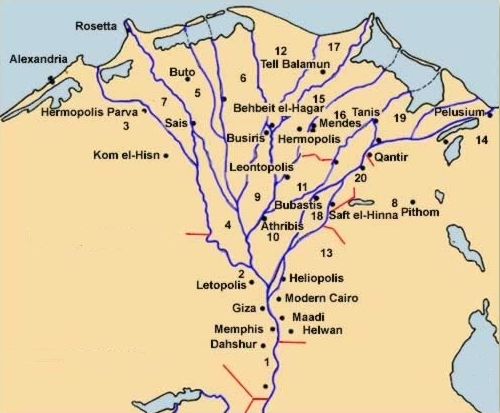
Les nomes de Basse-Égypte

Les divinités principales sont Ouadjet à Bouto,, et Rê « Seigneur de Khasou » à Xoïs,. D'autres divinités importantes de la région sont Isis et Osiris,,.

## Lieux principaux
Il est à noter que les frontières du nome ont changé avec le temps, les villes citées ci-dessous ont été identifiées comme faisant partie du nome dans ses frontières ptolémaïques.
- Xoïs
- Bouto
- Ta-bener